# Ave verum corpus (Моцарт)
Ave verum corpus (лат. Ave verum corpus — радуйся, истинное Тело), K.618 — мотет в тональности Ре мажор на одноимённый латинский текст, написанный Вольфгангом Амедеем Моцартом 17 июня 1791 года для исполнения по случаю празднования дня Тела Христова. Это произведение по праву считается одним из красивейших произведений Моцарта, и одним из лучших его церковных сочинений.

## История создания

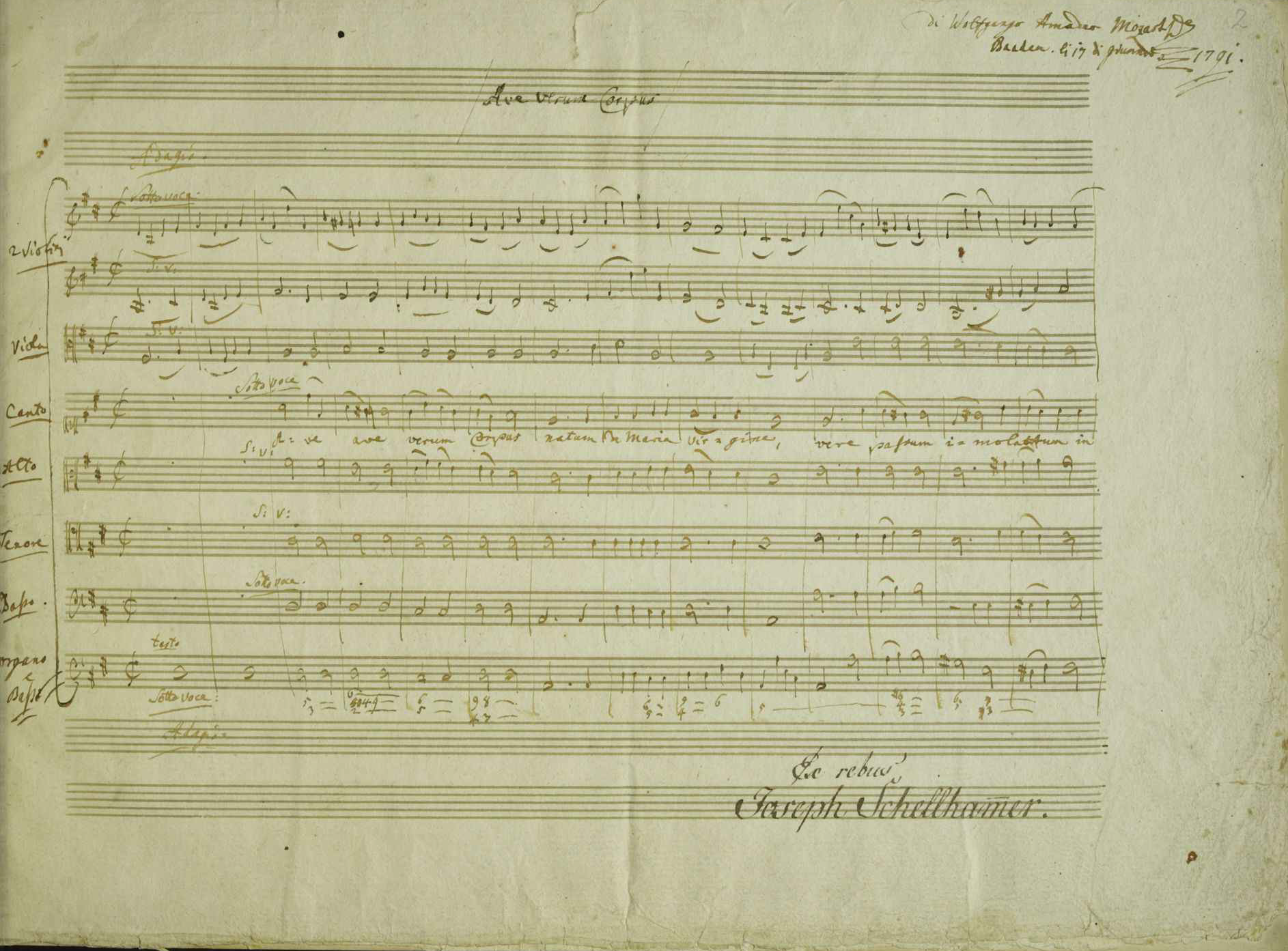
Первая страница партитуры Моцарта. На последней строчке стоит надпись Аббата Штадлера

Мотет написан 17 июня 1791 года в Бадене, где Моцарт находился со своей женой Констанцией, нуждавшейся в лечении из-за тяжело продвигавшейся беременности. Произведение написано по просьбе друга Моцарта и Гайдна, регента хора Антона Штоля, ревностного почитателя музыки Моцарта. Моцарт также помогал ему другими своими церковными сочинениями: он одолжил для исполнения Штолю свои мессы Си-бемоль мажор и До мажор (K.275, K.317).

## Текст
Ave verum corpus, natum 

De Maria Virgine,

Vere passum, immolatum

In cruce pro homine,

Cujus latus perforatum

Unda fluxit et sanguine,

Esto nobis praegustatum

In mortis examine.
Русский перевод:
Радуйся, истинное Тело,

Родившееся от Девы Марии,

Воистину пострадавшее, закланное

На кресте за людей,

Чей пронзенный бок

Истек водой и кровью,

Будь для нас примером

В смертном испытании.

## Состав хора и оркестра
Скромный исполнительский состав объясняется тем, что это сочинение написано для небольшой деревенской церкви, обладавшей ограниченными возможностями.
- Струнные:
  - Скрипки
  - Альты
  - Виолончели
  - Контрабасы
- Орган
- Четырёхголосый хор:
  - Сопрано
  - Альт
  - Тенор
  - Бас